# Кудряшов, Евгений Васильевич (искусствовед)
Евгений Васильевич Кудряшов (28 февраля 1936, Кострома — 12 марта 1985, там же) — советский искусствовед, историк архитектуры, реставратор, исследователь архитектуры Костромы и Костромской области.

## Биография
1959 — окончил Калининский институт иностранных языков.
После этого работал учителем в фабричной вечерней школе в Костроме. Всё свободное от работы время посвящал изучению истории художественной культуры Костромы.
В 1964 поступил на заочное отделение факультета теории и истории искусств ленинградского Института живописи, скульптуры и архитектуры имени И. Е. Репина, после окончания которого поступил в аспирантуру Института истории искусств Министерства культуры СССР.
Тема кандидатской диссертации: «Костромское каменное зодчество XVII века. Его особенности и пути развития». Автор и после успешной защиты продолжал плодотворно работать в этой области, расширяя круг аспектов своей темы.
С 1970 работал старшим научным сотрудником Костромской специальной научно-реставрационной производственной мастерской, где занимался не только архитектурой, но и древнерусской живописью — монументальной и станковой.
Много времени и сил Е. В. Кудряшов посвятил систематической работе в областном и центральных архивах. В его архивном наследии сохранились сведения о 318 памятниках архитектуры Костромы. Им были собраны материалы к биографии костромских архитекторов, чьё творчество ярко выражено в зданиях центра города XVIII—XIX веков. Исследователь был особенно внимателен к мало изученному творчеству костромского зодчего XVIII века С. А. Воротилова.
Во время многочисленных пеших экспедиций Е. В. Кудряшов обследовал памятники архитектуры почти всей Костромской области, а также некоторые, расположенные в соседней Ярославской. На каждый выявленный памятник учёным был составлен научный паспорт, содержащий настоящее историческое исследование.
Одновременно Е. В. Кудряшов задумал и по собственной инициативе начал большую работу: архитектурно-историческое исследование улиц Костромы в древней, исторической части застройки. Большую часть её он успел выполнить, собрав и изучив материалы по истории более десяти улиц центра города.
Евгений Васильевич Кудряшов скоропостижно скончался за своим рабочим столом 12 марта 1985 года.

## Труды
- Музей деревянного зодчества в Костроме. — Ярославль: Верхне-Волжское книжное изд-во, 1971. — 48 с. — 50 000 экз.
- Архитектурные памятники Ипатьевского монастыря XVI—XVII вв. // Краеведческие записки Костромского музея-заповедника. — Ярославль, 1973.
- Из истории русско-украинских архитектурных связей в XVIII веке // Украинское искусствознание. Вып. 6. — Киев, 1974.
- К вопросу о первоначальных формах Успенского собора в Костроме // Культура средневековой Руси. — Л., 1974.
- К биографии Любима Агиева // Археографический ежегодник за 1977 г. — М.: Наука, 1978.
- О времени постройки церкви Спаса-Преображения из села Спас-Вёжи Костромской области // Памятники русской архитектуры и монументального искусства. Материалы и исследования. — М.: Наука, 1980.
- Памятники архитектуры Костромы. По улицам и площадям города // Кострома. Путеводитель. — Ярославль, 1983.
- Солигалич // Памятники Отечества. Альманах. № 2, 8. — М., 1983.
- К творческой биографии костромского зодчего XVIII века С. А. Воротилова. Гостиный двор в Костроме // Краеведческие записки Костромского музея-заповедника. — Ярославль, 1984.

Посмертные издания:
- Кудряшов Е. В. Солигалич. — Л.: Художник РСФСР, 1987. — 208 с. — (Памятники городов России). — 50 000 экз. (в пер.)
- Архитектурный ансамбль центра Костромы. Ярославль, 1992.
- Архитектурные памятники Ипатьевского монастыря XVI -XVII вв. / Художественная культура Костромского края XVI - XIX вв. Кострома, 2004.

По материалам Е. В. Кудряшова:
- Демидов С. В., Кудряшов Е. В. Нерехта / Фотосъёмка С. В. Демидова, В. Н. Корнюшина, В. А. Савельева. — М.: Отчий дом, 1996. — 144 с. — (Малые города России). — 10 000 экз. — ISBN 5-7676-0053-8. (обл.)